# Miracles (álbum de estudio)
Miracles –en castellano: «Milagros»– es el séptimo y último álbum de estudio como solista de la cantante nacida peruana Yma Súmac. Fue lanzado en marzo de 1972 por el sello discográfico London Records. Súmac interpretó su propia versión lírica del reconocido «El cóndor pasa».

## Antecedentes
A inicios de 1969, London Records asistió a un concierto de Súmac en Nueva York y le ofrecieron grabar un nuevo disco con música más moderna. Súmac demoró en decidirse en medio de diversas reuniones con el sello y finalmente firmó el contrato. La cantante junto al productor Bob Covais había acordado en que el álbum se iba a llamar «Yma Rocks The Jungle», o simplemente «Jungle Rock», con el próposito de «marcar la diferencia» de lo que comúnmente estaba de moda. Inicialmente el disco iba a contener un poco del tradicional folclor andino, como el tema «Wifala» que ya había grabado en los años cuarenta, pero todo adaptado al rock con la «particularidad extravagancia» que caracterizaba a Súmac. La soprano escogió el primer diseño de portada, el cual sería una reinterpretación de una antigua tarjeta navideña donde la intérprete aparece volando por el planeta en un trineo impulsado por 6 llamas. Hasta que la disquera y Súmac se encontraron casualmente con Les Baxter mientras se reunían en un restaurante en Los Ángeles y la idea creativa cambió radicalmente. Baxter se ofreció a hacer nueva música para el trabajo discográfico y sugirió una banda de músicos conformada por un tecladista, baterista, bajista y guitarrista. London Records terminó asignando a Baxter como el compositor. El 30 de agosto de 1969, Record World anunció el regreso de Súmac a los estudios de grabación junto a Baxter en Nueva York.
El 15 de enero de 1972, Billboard y Record World anunciaron que London Records tendría entre sus futuros potentes éxitos musicales para 1972 a Súmac con Miracles. El 11 de febrero de 1972, la discográfica estuvo promocionando el álbum y otro de Savoy Brown en Nueva York y Billboard denominó a la voz de Súmac como la «octava maravilla del mundo». El 11 de marzo de 1972, Record World dijo que London Records no sintió necesidad de incluir una fotografía real en la portada del álbum, por lo que decidieron diseñar una ilustración más «contemporáneamente exótica».

## Crítica
La última vez que Les Baxter e Yma Súmac trabajaron en conjunto fue con el clásico y fenomenal Voice of the Xtabay. Ahora se han reunido para un sonido totalmente «actual» con material original de rock escrito por Baxter y deliberado en un sonido excepcional de la increíble voz de la Sra. Súmac. Una banda de rock de cuatro instrumentos brindan gran ayuda para el trabajo vocal. Ya está teniendo atención de las emisoras de radio, el LP podría probar ser un éxito – Billboard, 1972
Si estuviste durante la mitad de los años cincuenta, de seguro recuerdas a Yma Súmac, quien irrumpió en la escena de la música en ese tiempo. Su voz es, por decir lo menos, intrigante. Si nunca escuchaste de ella, pues recibirá una sorpresa y quizás una sacudida. Eso es lo que nos lleva a «Miracles», donde la artista hace un exuberante regreso a las filas de los estudios de grabación, trabajando con una serie de canciones de Les Baxter, además de realmente alejarse de «El Condor Pasa» de Paul Simon. Obviamente Súmac no es para el gusto general, pero si es de tu agrado, te alegrarás de su resurgimiento – Cashbox, 1972
«Remember», la primera canción de Miracles, es también uno de sus mejores cortes. (...) uno tiene la impresión de estar escuchando a varias Yma Súmac en simultáneo. Entre agudos imposibles, diversos registros de voz y proverbiales acrobacias y sus característicos rugidos y resuellos guturales, el pasmoso registro de la peruana simplemente hace que los esfuerzos del guitarrista y el resto de una sección rítmica de incuestionable competencia, pero nula originalidad, se desvanezcan por completo en medio del fascinante y multicolor fandango que emanan las cuerdas vocales de Súmac – Puedes ser tú: el rock peruano en 50 discos esenciales, 2022

## Lista de canciones
| Edición estándar (1972) |                    |                      |          |  |
| N.º                     | Título             | Escritor(es)         | Duración |  |
| 1.                      | «Remember»         | Les Baxter           | 4:05     |  |
| 2.                      | «Medicine Man»     | Baxter               | 3:02     |  |
| 3.                      | «Let Me Hear You»  | Baxter               | 2:25     |  |
| 4.                      | «Tree Of Life»     | Baxter               | 2:53     |  |
| 5.                      | «Flame Tree»       | Baxter               | 2:44     |  |
| 6.                      | «Zebra»            | Baxter               | 2:49     |  |
| 7.                      | «Azure Sands»      | Baxter               | 2:35     |  |
| 8.                      | «Look Around»      | Baxter               | 2:15     |  |
| 9.                      | «Magenta Mountain» | Baxter               | 3:00     |  |
| 10.                     | «El Condor Pasa»   | Daniel Alomía Robles | 4:50     |  |

## Controversias
El disco fue retirado de las tiendas apenas se hizo la primera impresión, precisamente por las escándalosas acusaciones hacia Les Baxter que derivaron de estafa y usurpación, pues el músico había hecho el contrato con London Records para hacer nueva música original, pero terminó repitiendo canciones ya hechas en 1968 de su álbum African Blue.
| Pese a todo -estafas, berrinches y amenazas-, se trata de un álbum fascinante [Miracles], que ha superado la prueba del paso del tiempo mucho mejor de lo que nadie hubiera estado en condiciones de imaginar cuando fue grabado —Puedes ser tú: el rock peruano en 50 discos esenciales, 2024 |

Baxter aprovechó su puesto como editor del disco para cambiar radicalmente la portada original y sobreponerse por encima del resto de la producción, dándose a él únicamente el crédito. Súmac exclamó que no estuvo de acuerdo con el cambio de la portada y que tampoco se le reconoció y fueron descartados sus aportes a la composición y producción musical.
El caso terminó en demandas y juicios desagradables que rompieron abruptamente el contrato de la intérprete con la discográfica. La vocalista enfureció, dando la orden, por medio de amenazas de denuncias judiciales contra el sello, una empresa y Baxter para que el álbum fuese eliminado permanentemente del mercado.

## Posiciones en listas
| Lista (1972)                                 | Mejor posición |
| -------------------------------------------- | -------------- |
| Estados Unidos (Bubbling Under The Top LP's) | 204            |